# Мирошкин, Алексей Филиппович
Алексей Филиппович Мирошкин (1893—1938) — советский военно-морской деятель, инженерный работник, начальник артиллерийского отдела Управления вооружений Морских сил РККА, инженер-флагман 3-го ранга (1935).

## Биография
Русский, образование высшее, член ВКП(б). Заместитель начальника, затем начальник артиллерийского отдела Управления вооружений Морских сил РККА.
Проживал в Москве: Барашевский переулок, дом 12, квартира 3.

### Репрессии
Арестован 10 ноября 1937. Осуждён 25 апреля 1938 Военной Коллегией Верховного суда СССР по обвинению в участии в контр-революционном военном заговоре. Расстрелян 25 апреля 1938. Реабилитирован 25 августа 1956 ВКВС СССР.

### Звания
- Инженер-флагман 3-го ранга (2 декабря 1935).[3][4]